# Мацуми водопад
Мацуми водопад (松見の滝 Matsumi-no-taki) водопад је у граду Товада, префектура Аомори, Јапан, на притоци реке Оирасе, која тече надоле у језеро Товада. То је један од водопада у публикацији "Јапанских топ 100 водопада", објављеној од стране јапанског Министарства за заштиту животне средине 1990. године.